# Костадин Стойков (политик)
Вижте пояснителната страница за други личности с името Костадин Стойков.
Костадин Томов Стойков е български политик, народен представител от ГЕРБ-СДС.

## Биография
Роден е на 2 април 1980 година в град Петрич. По образование е инженер. Директор на дирекция е в общинската администрация в Петрич.
На парламентарните избори в България през ноември 2021 година е избран за депутат с листата на ГЕРБ-СДС в 1 МИР Благоевград.